# Prawo Engla
Prawo Engla – empiryczna zależność ekonomiczna mówiąca, że w miarę wzrostu dochodów konsumenta (gospodarstwa domowego) wydatki na żywność rosną, lecz ich udział w wydatkach ogółem się zmniejsza. Innymi słowy, dochodowa elastyczność popytu jest w przypadku żywności w przedziale od 0 do 1, co oznacza, że żywność jest dobrem zwykłym. Przyczyną względnego spadku wydatków na żywność okazuje się ogólny wzrost dochodów.
Nazwa prawa pochodzi od nazwiska niemieckiego ekonomisty-statystyka Ernsta Engla. W opublikowanej w 1857 roku pracy zatytułowanej Die Productions- und Consumptionsverhaeltnisse des Koenigsreichs Sachsen na podstawie belgijskich danych statystycznych Engel analizował strukturę wydatków gospodarstw domowych w zależności od dochodu. Zauważył między innymi, że bezwzględna wysokość wydatków na artykuły żywnościowe rośnie wraz ze wzrostem dochodu oraz liczby osób w gospodarstwie domowym, jednak jednocześnie udział żywności w całości wydatków zmniejsza się wraz ze wzrostem dochodu.
Od tego czasu prawo Engla zostało wielokrotnie potwierdzone empirycznie w różnych państwach i okresach.